# Milano-Modena 1934
La Milano-Modena 1934, venticinquesima edizione della corsa, si svolse il 15 luglio 1934 su un percorso di 195,6 km con partenza da Milano e arrivo a Modena. Organizzata dall'U.C. Modenese, fu vinta dall'italiano Learco Guerra, che completò il percorso in 4h35'00" precedendo in volata i connazionali Nino Borsari e Bernardo Rogora. Conclusero la prova 33 dei 48 ciclisti al via.

## Percorso
Dopo il via da Rogoredo, nella periferia milanese, il percorso, interamente pianeggiante, attraversò Tavazzano, Lodi (km 26), Casalpusterlengo, Piacenza, Pontenure, Alseno, Fidenza, Parma (km 121) e Reggio Emilia per giungere al velodromo di Piazza d'Armi a Modena. Qui i ciclisti dovettero affrontare 10 giri di pista prima del traguardo finale.

## Ordine d'arrivo (Top 10)
| Pos. | Corridore          | Squadra      | Tempo    |
| ---- | ------------------ | ------------ | -------- |
| 1    | Learco Guerra      | Maino        | 4h35'00" |
| 2    | Nino Borsari       | -            | s.t.     |
| 3    | Bernardo Rogora    | Gloria       | s.t.     |
| 4    | Severino Canavesi  | Legnano      | s.t.     |
| 5    | Renato Scorticati  | V.C. Reggio  | s.t.     |
| 6    | Camillo Erba       | Legnano      | s.t.     |
| 7    | Ezio Maggioni      | -            | s.t.     |
| 8    | Carlo Romanatti    | Ganna        | s.t.     |
| 9    | Isidoro Piubellini | U.S. Legnan. | s.t.     |
| 10   | Stefano Giuppone   | Cuneo Sport. | s.t.     |